# Natasha Bedingfield

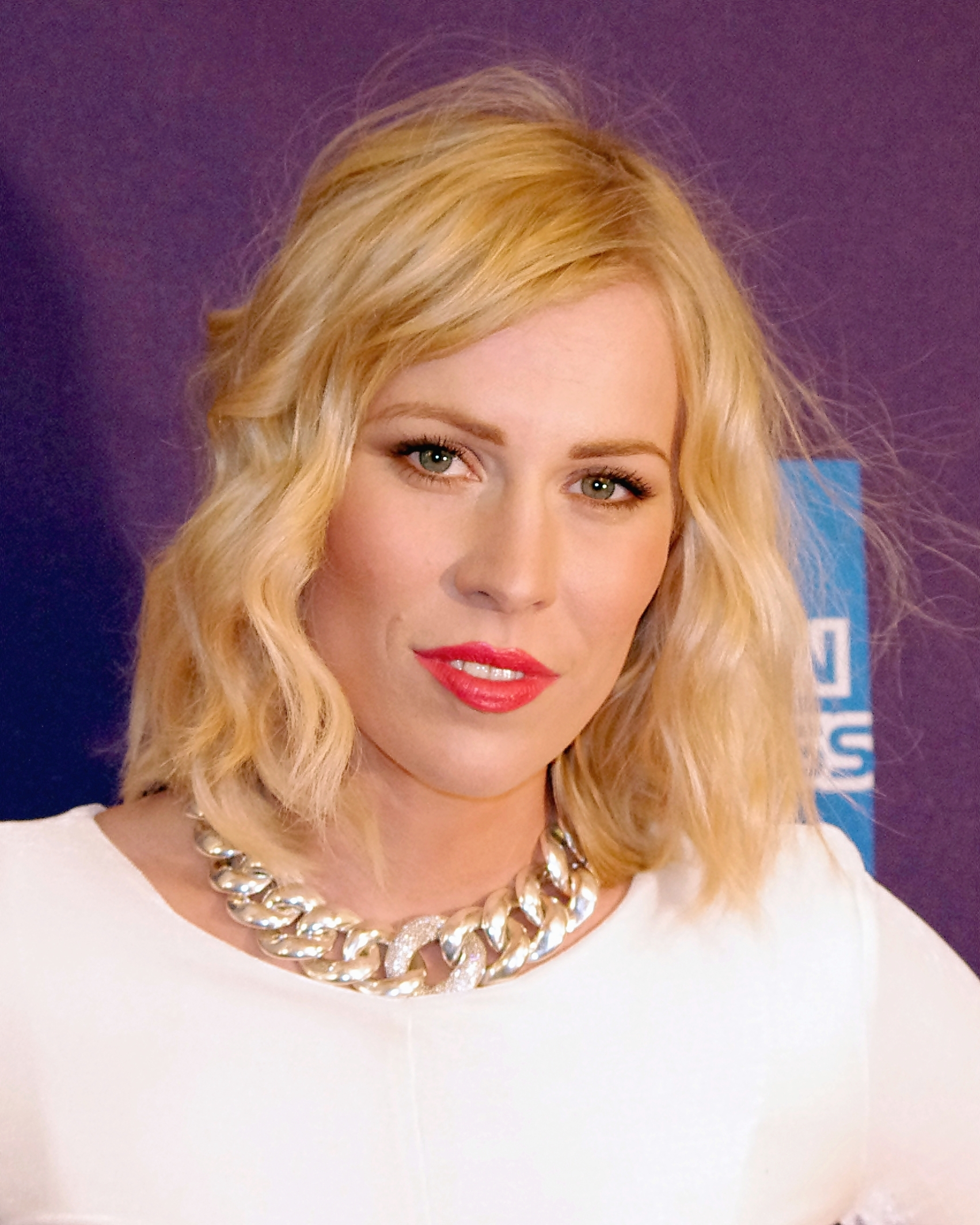
Natasha Bedingfield (2012)

Natasha Anne Bedingfield (* 26. November 1981 in Haywards Heath) ist eine britische Sängerin und Songwriterin. Bekannt wurde sie mit den Titeln Single, These Words, Unwritten, Soulmate und Love Like This. Seit 2004 verkaufte Bedingfield 16,6 Millionen Tonträger.

## Leben
Natasha Bedingfield stammt aus Lewisham, London. Ihre Eltern waren von Neuseeland nach England ausgewandert. Sie hat drei Geschwister: die Schwester Nikola und die Brüder Daniel und Joshua. Als Jugendliche gründete sie mit Daniel und Nikola die Gruppe DNA Algorithm. Diese experimentierte mit vielen verschiedenen Typen von Musik, unter anderem R&B und Garage Rock, und spielte auch bei Gottesdiensten. Natasha Bedingfield ist Mitglied der Hillsong Church in London, für die sie einige Lieder geschrieben hat. Nach Abschluss der Schule nahm sie ein Psychologiestudium auf, das sie jedoch nach zwei Jahren abbrach, um sich auf ihre Karriere als Sängerin zu konzentrieren.
Seit dem 21. März 2009 ist Bedingfield mit dem US-amerikanischen Filmemacher Matt Robinson verheiratet. An Silvester 2017 wurde das Paar Eltern eines Sohnes.

## Karriere

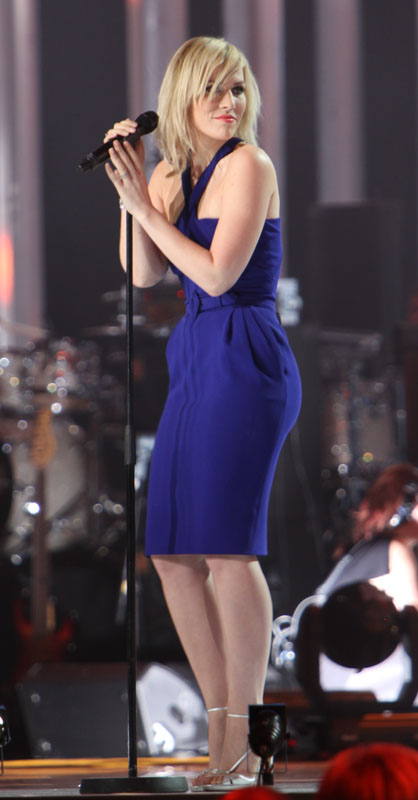
Natasha Bedingfield bei einem Konzert 2009

Im Mai 2004 erschien Bedingfields erster Titel Single, die auf Anhieb Platz drei in den britischen Charts erreichte. Mit der Nachfolgesingle These Words landete sie im August 2004 auf Platz eins der britischen Singlecharts und hielt diese Position für zwei Wochen. In den deutschen Singlecharts erreichte These Words eine Woche lang Platz zwei.
Im Jahr 2005 verkörperte sie als 3D-Figur im Videospiel Liebesgrüße aus Moskau eine Tochter eines Botschafters.
In Zusammenarbeit mit den Produzenten Andy Frampton, Steve Kipner und Mark Stent entstand das Album Unwritten, auf dem auch der Rapper Bizarre aus Eminems Band D12 zu hören ist. Im August 2004 kam es beim Label RCA Records heraus und erreichte in der ersten Chartwoche nach Veröffentlichung Platz eins der britischen Albumcharts. In den deutschen Albumcharts kam es in die Top 20. Die gleichnamige Single kam im November 2004 heraus und platzierte sich in den amerikanischen Billboard Hot 100 auf Platz 5 und wurde für Bedingfield ihr erster Top-10-Hit in den USA. Das Lied brachte ihr dazu eine Grammy-Nominierung in der Kategorie Grammy Award for Best Female Pop Vocal Performance bei den Grammy Awards 2006 ein.
Im Mai 2007 erschien Bedingfields zweites Album N.B. oder auch bekannt als Pocketful of Sunshine. Das Album konnte sich in den britischen Top Ten platzieren. In Deutschland kam es lediglich auf Platz 80. Auch die Vorabsingle I Wanna Have Your Babies konnte den Erfolg von Bedingfields ersten Singles nicht wiederholen, sie konnte sich in den deutschen Singlecharts nur in den Top 40 platzieren. In Großbritannien kam die Single bis Platz sieben. Am 1. Juli 2007 nahm Bedingfield vor 63.000 Zuschauern am Concert for Diana zu Ehren des zehnten Todestages von Prinzessin Diana im Londoner Wembley-Stadion teil.
Die zweite Singleauskopplung Soulmate, im Juni 2007 veröffentlicht, erreichte in den britischen Singlecharts ebenfalls Platz sieben. In Deutschland stieg die Single bis auf Platz zwölf, ist also Bedingfields zweiterfolgreichste Single in Deutschland. Die Single verkaufte sich über 150.000 Mal allein in Deutschland. Im September 2007 erschien Love Like This, ein Duett mit dem Sänger Sean Kingston. Die Single konnte sich auf Platz 33 der deutschen Singlecharts platzieren. Im Dezember 2010 kam Bedingfields drittes Studioalbum Strip Me beim Plattenlabel Epic Records heraus, das sich auf dem amerikanischen Musikmarkt auf Platz 103 platzierte und in Deutschland Platz 45 erzielte. 2019 veröffentlichte sie ihr viertes Album Roll with Me, das die Charts weltweit verfehlte.
Von Oktober bis November 2021 nahm Bedingfield als Pepper an der sechsten Staffel der US-amerikanischen Version von The Masked Singer teil, in der sie den siebten von insgesamt 16 Plätzen belegte.

## Diskografie
Studioalben

| Jahr | Titel Musiklabel                                                    | Höchstplatzierung, Gesamtwochen, AuszeichnungChartplatzierungen (Jahr, Titel, Musiklabel, Platzierungen, Wochen, Auszeichnungen, Anmerkungen) | Höchstplatzierung, Gesamtwochen, AuszeichnungChartplatzierungen (Jahr, Titel, Musiklabel, Platzierungen, Wochen, Auszeichnungen, Anmerkungen) | Höchstplatzierung, Gesamtwochen, AuszeichnungChartplatzierungen (Jahr, Titel, Musiklabel, Platzierungen, Wochen, Auszeichnungen, Anmerkungen) | Höchstplatzierung, Gesamtwochen, AuszeichnungChartplatzierungen (Jahr, Titel, Musiklabel, Platzierungen, Wochen, Auszeichnungen, Anmerkungen) | Höchstplatzierung, Gesamtwochen, AuszeichnungChartplatzierungen (Jahr, Titel, Musiklabel, Platzierungen, Wochen, Auszeichnungen, Anmerkungen) | Anmerkungen                                                 |
| Jahr | Titel Musiklabel                                                    | DE | AT | CH | UK | US | Anmerkungen                                                 |
| ---- | ------------------------------------------------------------------- | --- | --- | --- | --- | --- | ----------------------------------------------------------- |
| 2004 | Unwritten RCA Records (Sony BMG)                                    | DE20 Gold · (32 Wo.)DE | AT31 (10 Wo.)AT | CH23 (23 Wo.)CH | UK1 ×3Dreifachplatin · (39 Wo.)UK | US26 Gold · (47 Wo.)US | Erstveröffentlichung: 30. August 2004 Verkäufe: + 1.615.000 |
| 2007 | N.B. auch bekannt als: Pocketful of Sunshine RCA Records (Sony BMG) | DE80 (1 Wo.)DE | — | CH37 (20 Wo.)CH | UK9 Gold · (14 Wo.)UK | US3 Gold · (61 Wo.)US | Erstveröffentlichung: 27. April 2007 Verkäufe: + 647.500    |
| 2010 | Strip Me auch bekannt als: Strip Me Away Epic Records (Sony)        | DE45 (3 Wo.)DE | — | CH42 (2 Wo.)CH | — | US103 (3 Wo.)US | Erstveröffentlichung: 7. Dezember 2010                      |
| 2019 | Roll with Me We Are Heart (UMG)                                     | — | — | — | — | — | Erstveröffentlichung: 30. August 2019                       |

## Auszeichnungen
- BT Digital Music Awards
  - 2007: in der Kategorie „Best Pop Artist“

- Capital FM Awards
  - 2005: in der Kategorie „Best Single“ (These Words)
  - 2005: in der Kategorie „Best Newcomer“

- Glamour Awards
  - 2005: in der Kategorie „UK Solo Artist of the Year“

- TMF Awards
  - 2005: in der Kategorie „Best International New Artist“